# Гильом III (граф Прованса)
Гильом III (V) (фр. Guillaume III; ум. около 1037) — граф и маркиз Прованса с 1014/1015, сын графа Ротбальда III (II) и Ирменгарды.

## Биография
О Гильоме известно не очень много. Он унаследовал после смерти отца титулы графа и маркграфа Прованса. Правил он в Провансе совместно с представителями другой ветви графов, но неизвестно, как между ними разделялись полномочия.
Мать Гильома вторым браком вышла замуж за короля Бургундии Рудольфа III. В 1016 году она представила Гильома и его брата Гуго императору Священной Римской империи Генриху II на ассамблее в Страсбуре.
В 1030 году Гильом вместе с женой сделал дарение аббатству Сен-Виктор в Марселе.
Последний раз в документах Гильом упомянут в 1037 году. В том же году граф Фульк Бертран упомянут с титулом маркиза Прованса, который он, вероятно, унаследовал после смерти Гильома. Поскольку детей Гильом не оставил, его часть графства Прованс унаследовала его сестра Эмма.

## Брак
Жена: Лусия (ум. после 1037). Детей не было.